# 가이라쿠엔

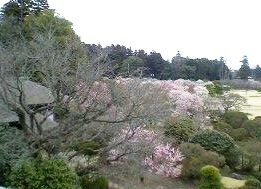
가이라쿠엔

가이라쿠엔(일본어: 偕楽園, かいらくえん)은 일본 이바라키현 미토시에 있는 다이묘 정원으로 오카야마시의 고라쿠엔, 가나자와시의 겐로쿠엔과 나란히 일본 3대 정원 중 하나이다. 1999년 7월 인접한 센바 공원 등을 합쳐 명칭을 가이라쿠엔 공원으로 통일했다. 시가지 인접공원으로 면적은 300만 평방미터로 미국 뉴욕의 센트럴 파크에 이은 세계에서 2번째의 넓이를 자랑한다. 현재는 이바라키 현에서 관리하고 있다.

## 개요
1842년 음력 7월 미토번주 도쿠가와 나리아키에 의해 조성되었다. 나리아키는 센바 호에 인접한 시치멘 산을 깎아 궁도장으로 만들어 번사들이 무문수행의 장으로 삼는 동시에 모든 영민(偕: 모두)과 즐길 수 있는 공간(楽: 즐기다)으로 삼고 싶어 이름을 가이라쿠엔이라고 명명한다. 그 정신을 계승하여 만들어진 당초부터 매월 3과 8이 붙은 날에는 영민에게도 개방했었다. 그리고 일본 3대 정원에서도 유일하게 아무나 무료로 입장할 수 있다. (단 고분테이(好文亭: 호문정)을 이용하는 경우는 유료이다.)
가이라쿠엔 자체 넓이는 약 13만 평방미터이고, 공원 내에는 100종 3천 그루의 매화가 심어져 있다.
매년 2월 하순부터 3월 하순에 걸쳐 미토 매화 축제가 열리고, 매화 대사를 볼 수 있다. 5월에는 철쭉 축제, 9월에는 싸리 축제가 벌어진다. 사계절마다 그 계절의 꽃을 구경할 수 있다.
공원내에는 고분테이가 있고, 이 이름은 매화의 다른 이름인 고분모쿠에서 유래되었다. 고분테이은 1945년 태평양 전쟁중 공습으로 소실되어 1958년 복원되었지만, 1969년 낙뢰로 또 다시 소실되었다. 1972년 다시금 복원되어 현재에 이르고 있다. 2번째의 낙뢰로 인한 화재는 피뢰침을 설치 요구를 묵살한 직후였기 때문에 문화재를 보호하는 방법에 문제를 제기하는 계기가 되었다.

## 교통
- JR 동일본 조반선, 스이군선, 가시마 임해철도 오아라이카시마 선 미토 역에서 내린 후, 노선버스로 환승
- 매화축제 기간 중 주말·공휴일에는 조반 선의 임시승강장인 가이라쿠엔역을 이용할 수 있다.

## 같이 보기
- 일본 3대 정원
  - 가이라쿠엔
  - 겐로쿠엔
  - 고라쿠엔